# Peltohyas australis
El chorlito australiano (Peltohyas australis)
 es una especie de ave caradriforme de la familia  Charadriidae endémica del interior árido del continente australiano. Forma bandadas dispersas en el pavimento desértico con escasa vegetación donde se alimenta de brotes de arbustos. Es encontrado con mayor frecuencia por la noche cuando forrajea en las carreteras en busca de insectos. La lejanía relativa de su hábitat implica que no está bien estudiado. Las observaciones más detalladas de las especie fueron hechas por el especialista en ornitología de la zona árida sudafricana Prof. Gordon Maclean en la década de 1970.

## Descripción
Es un chorlito de tamaño mediano con un plumaje críptico distintivo. Los machos y hembras tienen tamaño similar: 19–23 cm de longitud, una envergadura de 43–47 cm, peso de 80-90 g y el pico de 1,7 cm.
Es poco probable que sea confundido con cualquier otra especie cuando se encuentran en su hábitat natural. Sus partes superiores son de un rico color ante arenoso, moteado de marrón oscuro. Tiene una banda negra en la corona que se extiende de ojo a ojo. La cara, las coberteras auriculares y el cuello son de color blanco, al igual que la cloaca. Una amplia banda negra en forma de Y se extiende desde la parte posterior del cuello hacia abajo por los lados del cuello a través del pecho hasta el centro del vientre. Las piernas son de un color beige pálido, con las patas notablemente más oscuras. Los ojos son de color marrón oscuro. Los machos y las hembras son similares en apariencia. Maclean observed that that birds moulted into a paler, less bold non-breading plumage. Las aves inmaduras carecen de las marcas de color negro en la cabeza, el cuello y el pecho de los adultos. Las llamadas son poco frecuentes, a menudo un corto gutural kroot o krrr cuando toma el vuelo.

## Taxonomía y sistemática
Fue documentado por primera vez en 1840, el capitán Charles Sturt recogido un ave inmadura en una de sus expediciones al interior de Australia y la envió a John Gould. Gould inicialmente la nombró Eudromias australis (del griego eu, «bueno», y dromos, «corredor», y australis, del continente del sur).
El chorlito australiano es una de las más de 60 especies de aves playeras en la familia Charadriidae, a pesar de que rara vez se ve cerca del agua. Su posición taxonómica sigue siendo motivo de debate. La denominación científica inicial Eudromias australis suponía una relación genérica al chorlito carambolo E. morinellus que no existe. Algunos autores modernos lo colocan en Charadrius, más estrechamente relacionado con el chorlito asiático C. veredus sobre la base de pruebas de ADNmt y proteínas alozímicas. La mayoría de las autoridades actualmente reconocen el género monotípico Peltohyas para esta especie. Baker apoyó Peltohyas y colocó el chorlito australiano en un clado con otros géneros endémicos de Australasia (que también consisten casualmente en una sola especie) el chorlito pechinegro Erythrogons cinctus y el chorlitejo piquituerto Anaryhnchus frontalis de Nueva Zelanda. El ornitólogo australiano Gregory M. Mathews propuso la subespecie C. australis whitlocki para las aves en el oeste de Australia basado supuestamente en el plumaje más oscuro, pero la validez de esto ha sido cuestionado.

## Distribución
Tiene una amplia distribución en el sureste y suroeste árido de Australia. Su distribución corresponde a las áreas por debajo de la isohieta de 100 mm de precipitaciones en verano. Puede ser encontrado en hábitats adecuados dentro de este rango en todos los estados continentales.

## Hábitat

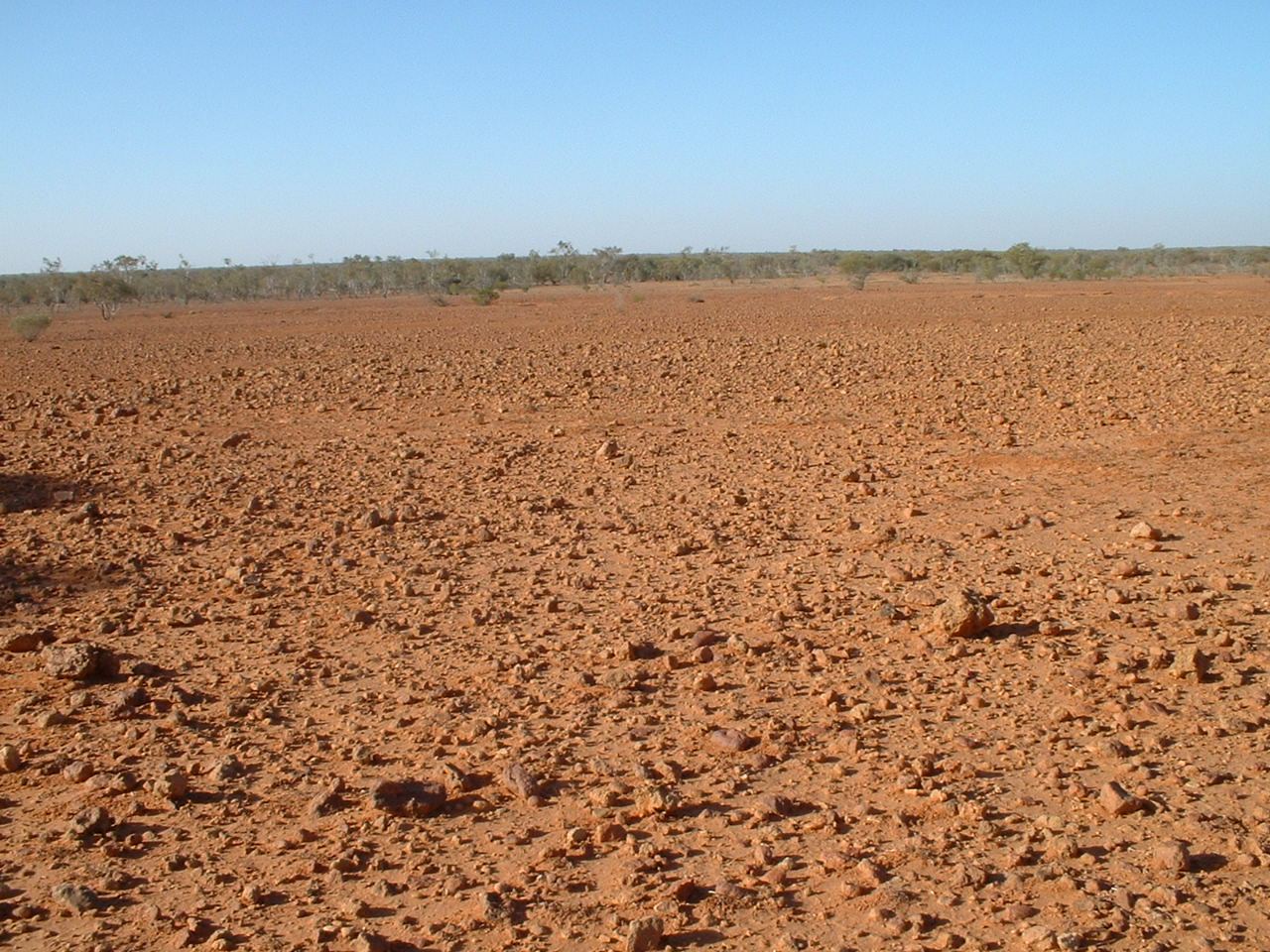
Pavimento desértico en el parque nacional Sturt.

Prefiere hábitats con escasa vegetación y con baja cobertura de (200–400 mm) plantas de sal o hinojo marino que le proporciona alimento y refugio. Se observa con mayor frecuencia en el pavimento desértico, suelos arcillosos y llanuras de grava. Se cree que se han beneficiado de desmonte de tierras para la agricultura tras la colonización europea. Los movimientos no son muy conocidos -al parecer se desplaza de manera estacionales al sur en la primavera y al norte en verano, y es probable que se mueva más allá de su rango normal cuando el exceso de lluvias o la sequía severa hace su hábitat inadecuado. Aves vagabundas han sido observadas tan lejos como Sídney.

## Comportamiento y ecología
Normalmente, en el día se asocian en bandadas dispersas de 10-20 aves, ocasionalmente centenares de pájaros. Por lo general son inactivos durante el día, a pesar de que forrajean en las plantas. Al anochecer las bandadas se dispersan y por la noche ven más actividad con aves individuales y caza una variedad de insectos. Es durante esta actividad que se encuentran frecuentemente en las carreteras del interior. Toleran temperaturas altas, pero buscarán la cubierta si la temperatura excede los 40 °C. Al acercarse a ellas prefieren correr en lugar de volar.

### Alimentación
Durante el día consumen las puntas carnosas de los arbustos desérticos. Tienen glándulas de sal supraorbitales, y se piensa que estas glándulas les permiten extraer el contenido de sal de las plantas y por lo tanto utiliza la herbivoría como fuente de agua. De vez en cuando son observados bebiendo con grandes bandadas en tanques de almacenamiento. Por la noche la dieta es insectívora, arañas, saltamontes, escarabajos, hormigas y tijeretas han sido registradas en el contenido de los intestinos.

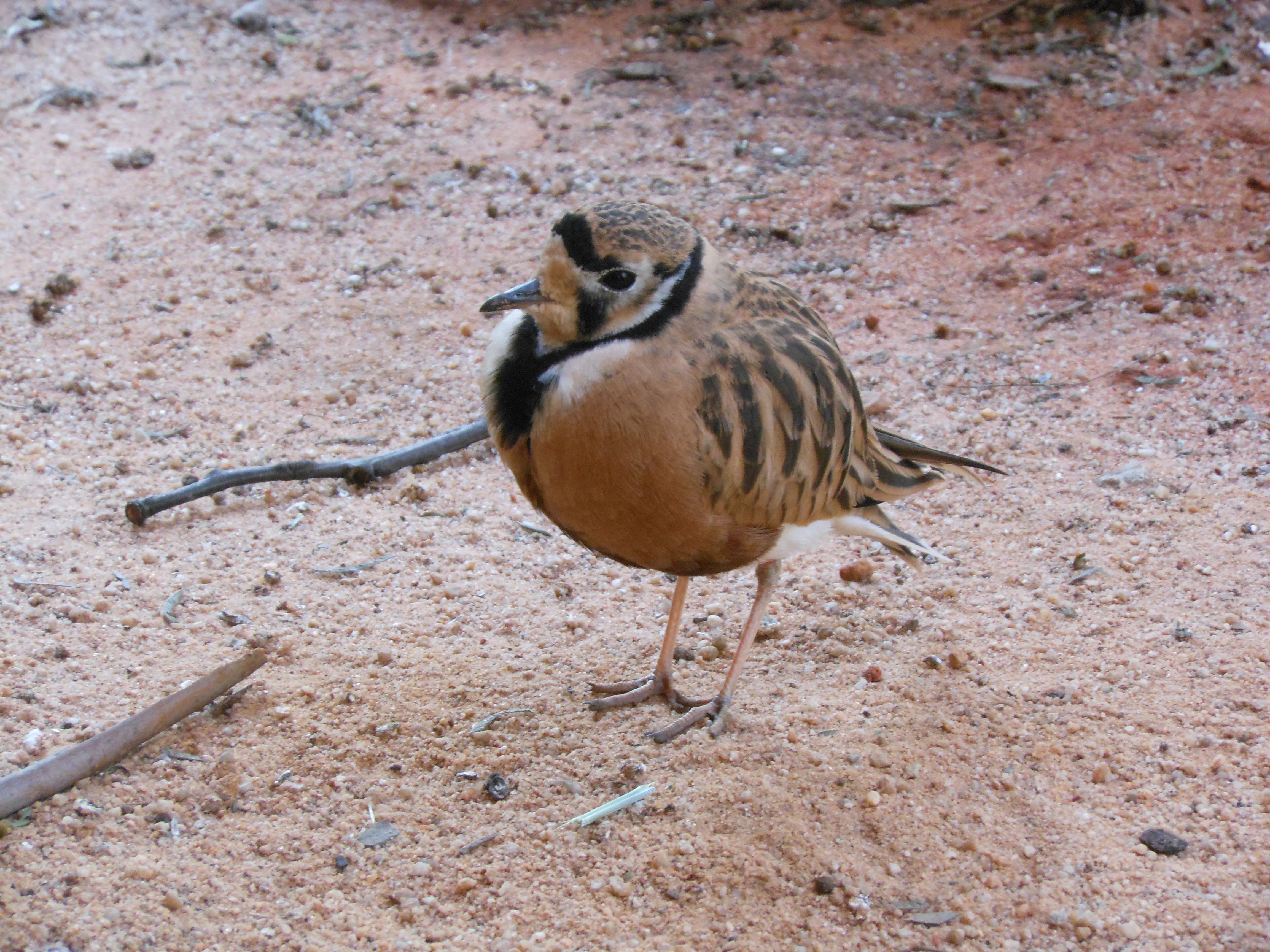
Ave cautiva fotografiada en el santuario de Healesville en Victoria, Australia

### Reproducción
Forman parejas monógamas durante la época de cría y ambas aves cuidan de los jóvenes. Puede criar en solitario o en pequeñas colonias de hasta seis nidos. Se cree que se reproduce en cualquier época del año si las condiciones son adecuadas, pero por lo general no cría bien en cautividad. El nido es una depresión poco profunda en el suelo desnudo, formada por los pájaros o aprovechando una depresión natural adecuada. La puesta consiste de tres huevos. Los huevos son de forma ovalada de color marrón claro con un patrón irregular de manchas de color marrón oscuro, 3.7 cm x 2.7 cm.

### Amenazas
En el escaso hábitat desértico del interior hay pocas amenazas significativas. El zorro común Vulpes vulpes ha sido observado depredando los huevos y crías. El halcón negro Falco subniger y el cernícalo australiano Falco cenchroides han sido observados atacando a los adultos.

### Parásitos
Dos piojos parásitos han sido registrados en el chorlito australiano, Austromenopon sp. y Quadraceps neoaustralis.

## Conservación
Si bien no hay estimaciones fiables, se cree que el toda su área de distribución la población es relativamente grande y estable. La clasificación de la IUCN es como preocupación menor. No aparece en ninguna ley estatal o federal australiana, pero aparece como vulnerable en las listas de referencia de fauna de vertebrados amenazados del gobierno de Victoria.